# 크라이테리언 컬렉션
크라이테리언 컬렉션(The Criterion Collection)은 유서 깊은 고전 영화와 예술 영화를 전문으로 수입하여 레이저디스크, DVD, 블루레이 디스크 등의 매체로 개발하고, 유통 및 판매를 하는 기업이다. 긴 역사와 함께 영화 부가 판권 시장에서 가장 인정 받는 브랜드로 자리매김해 오고 있다.

## 발자취
1984년, 미국에서 로버트 스타인(Robert Stein), 알린 스타인(Aleen Stein), 조 메적(Joe Medjuck), 이렇게 3명이 공동으로 설립하였다. 84년 설립 초기부터 오랫동안 레이저디스크를 취급하였고, 저장 매체가 DVD로 바뀌는 시대 흐름에 따라 1998년부터 더 이상 LD를 취급하지 않고 대신 DVD로 타이틀을 출시하기 시작하였다. 2000년대 말부터 블루레이가 조금씩 보편화되기 시작하면서 크라이테리언은 2008년부터 DVD와 블루레이를 동시에 출시하기 시작하였다.

## 공헌
크라이테리언은 자칫 잊혀질 수 있는 고전 명작과 외면 당하기 쉬운 예술 영화를 보존하는 데에 큰 가치를 두고, 손상된 필름을 디지털로 복원하여 그 작품을 재조명하는 데에 큰 역할을 하였다. 이 작업은 시네마테크가 맡은 중요한 역할 중 하나이기도 한데, 그러한 점 때문에 크라이테리언은 또 하나의 시네마테크로 불리기도 한다. 1984년 설립 초기에 출시하였던 고전 명작으로는 《킹콩》(1933), 《시민 케인》(1942) 등이 있다.
DVD가 나오기 전 VHS와 LD가 보편화되던 시절에는 극장용 영화를 2차 매체로 출시하는 과정에서 1.85:1 비스타비전(VistaVision), 또는 2.35:1 시네마스코프(CinemaScope) 등의 와이드스크린을 그대로 유지하지 않았다. 텔레비전 4:3 화면비에 억지로 맞추려다 보니 와이드 화면의 양 옆을 잘라 내거나, 억지로 압축시켜 마치 화면의 위아래로 길어 보이게 만들거나 하는 식이었다. 그러던 중 이러한 추세를 정면으로 거스른 것이 바로 크라이테리언이었다. 레터박스를 도입함으로써 극장에서나 볼 수 있었던 본래의 화면비, 가로가 훨씬 긴 와이드 화면을 집안 텔레비전에서도 볼 수 있도록 하였다. 영화 감상 환경을 별로 신경 쓰지 않던 대다수의 홈 비디오 시청자들은 레터박스의 비효율성 때문에 이를 그다지 반기지 않았지만, 기술적인 감상 환경에도 신경을 쓰는 소수의 영화 애호가들에게는 크라이테리언의 과감한 시도가 커다란 환영을 받았다.

1933년 영화《킹콩》의 한 장면.1933년 영화《킹콩》의 한 장면.
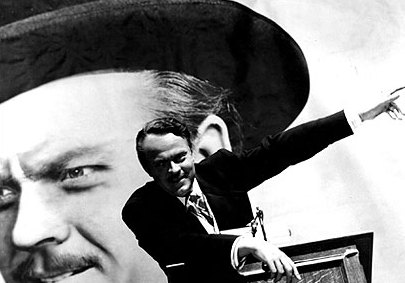
1942년 영화《시민 케인》의 한 장면.

일반적으로 영화 DVD 타이틀은 다음과 같이 구성된다.
- 본편
  - 부가 자료로서 음성 해설이 수록되기도 한다.
- 서플먼트(Supplement, Special Features)
  - 제작 과정 영상 (메이킹 필름)
  - 인터뷰 자료
  - 사진, 또는 그림 자료
  - 삭제된 장면
  - 또 다른 엔딩
  - 예고편
  - 평론가들의 분석 자료

이러한 구성 틀을 크라이테리언이 가장 먼저 시도하였고, 이것이 현재 DVD의 기본적인 구성 틀로 자리 잡히기에 이르렀다.